# Ярд (склянка)

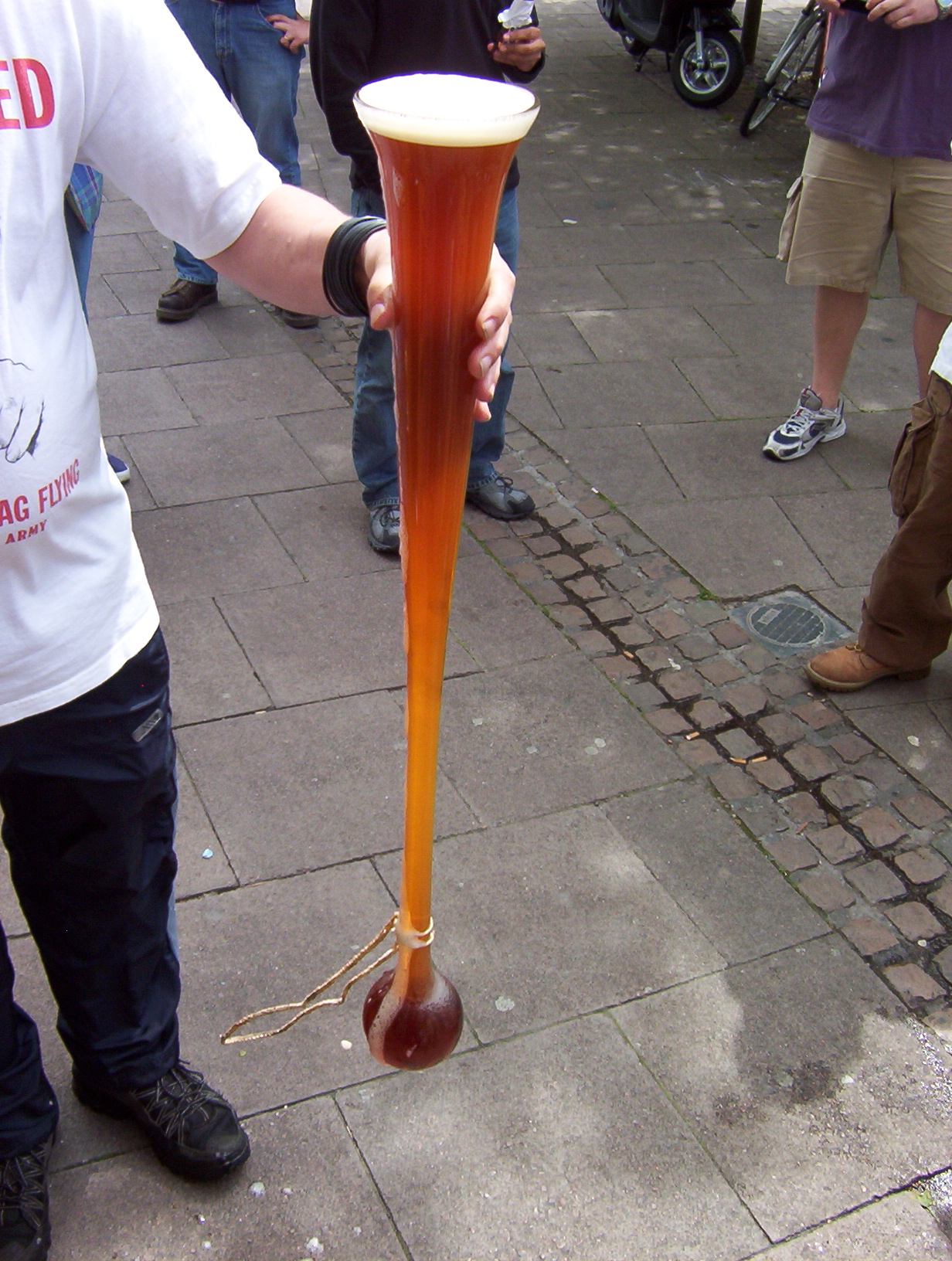
Ярд елю

Ярд або ярд елю (англ. yard of ale) — дуже високий пивний кухоль, вміщує близько 1.4 літри пива, залежно від діаметру.
Випивання ярду пива якомога швидше було традиційною пабовою забавою; через кулясте дно склянки, учасника змагань дуже ймовірно накривало раптовим потоком пива наприкінці пиття. Згідно з Книгою рекордів Гіннеса, найбільша швидкість випивання ярду пива становить 5 секунд.

## Опис
Ця склянка близько 90 см (1 ярд) заввишки, має кулясте дно та основу, що поступово розширюється доверху та складає майже усю її висоту. У країнах, де використовують метричну систему вимірювання, висота склянки може становити 1 метр. Оскільки вона є такою високою та не має стійкої основи, то між періодами безпосереднього використання її зберігають підвішеною на стіні.

## Історія
Найімовірніше, склянка походить з Англії 17 століття; на той час її ще називали «довга склянка», «кембриджський ярд» та «лікоть» (англ. ell glass, від ell). Легенда пов'язує склянку з кучерами диліжансів, хоча здебільшого її використовували у пивних змаганнях та для особливих тостів.
Ярд є визначним виробом не лише для тих, що п'ють, а й тих, що займаються видуванням скла.